# Anícia Juliana

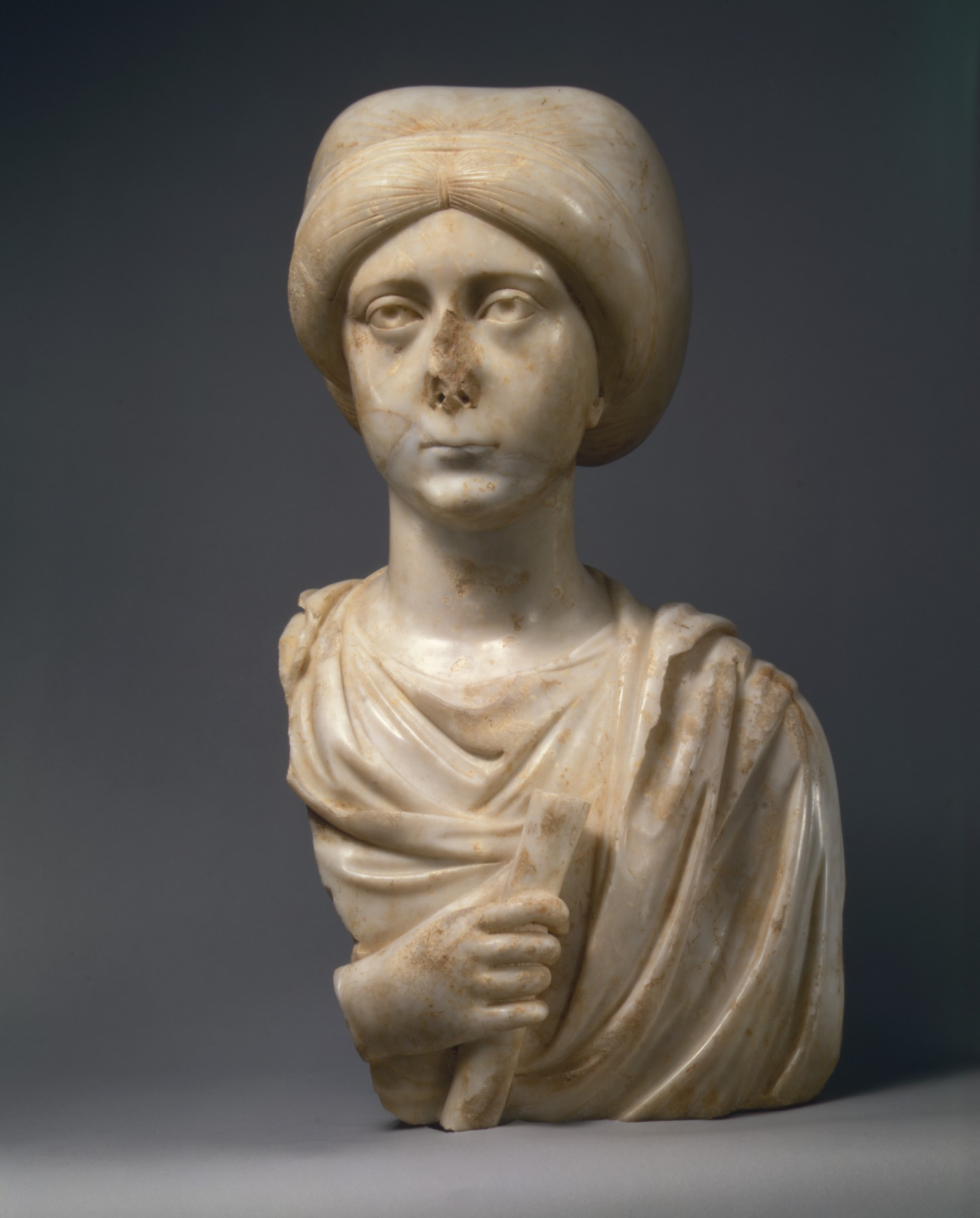
Anícia Juliana

Anícia Juliana (Constantinopla, 462 - Constantinopla, 528), era a única filha do augusto Olíbrio, imperador do Ocidente em 472.
Sua mãe, Placídia, filha do augusto Valentiniano III - Imperador do Ocidente de 423 a 455. Em 478, Zenão,Imperador do oriente, propôs seu casamento com Teodorico, o Grande, rei dos ostrogodos, para restaurar o Império Romano do Ocidente e assim contar com o apoio dos patrícios ainda existentes na Itália, para conseguir a incorporação desta província (governada desde 476 por Odoacro), através de uma expedição comandada pelo rei ostrogodo. Juliana rejeitou este projeto e se casou com Flavio Areobindo, de quem teve um filho, Olíbrio, cônsul de Constantinopla em 491.